# Liste der Geotope im Landkreis Schmalkalden-Meiningen
Im Landkreis Schmalkalden-Meiningen gab es im Juni 2024 insgesamt 86 erfasste Geotope.

## Geotope

### Gesteine
| ID       | Bild | Bezeichnung                                                      | Art                                                                       | Stratigraphie | Beschreibung | Gemeinde                     | Lage |
| -------- | ---- | ---------------------------------------------------------------- | ------------------------------------------------------------------------- | ------------- | --- | ---------------------------- | ---- |
| SM_1035  |      | Gangausbisse am Michelsberg                                      | Nebengestein: Monzogranit, Mineralisation: Quarz, Hämatit, Baryt, Fluorit |               | Bei den Gangausbissen am Michelsberg handelt es sich um zwei Schwerspatgänge innerhalb des Ortes Trusetal, die direkt über L 1024 erreichbar sind. Diese werden als „Michaelsberggang“ und „Weiße Rose“ bezeichnet und gehören zur Struktur Hühn, einer Leistenscholle im Verbund der Südrandstörung des nordwestlichen Thüringer Waldes. Durch verschiedene tektonische Ereignisse entwickelte ich ein Scherspaltensystem, auf dem es zu mehrphasiger Mineralabscheidung kam. Hierbei ist besonders der sog. saxonische Mineralisationszyklus mit Calcit-, Baryt- und Flouritbildungen (Oberkreide bis Paläogen) von wirtschaftlicher Bedeutung. | Brotterode-Trusetal          | Lage |
| SM_1043  |      | Terebratelzone des Unteren Muschelkalkes                         |                                                                           |               | Am südöstlichen Ortsrand von Dillstädt befindet sich an der Straße Richtung Marisfeld ein Aufschluss, der die Terebratelbankzone des Unteren Muschelkalks zeigt. Im Liegenden der Unteren Terebratelbank stehen feinflasrige bis plattige Mergelkalksteine und plattige Glaskalke an. Die ca. 1 m mächtige Untere Terebratelbank ist grau und fest und besteht aus Glaskalk und kristallinem Kalkstein. Es sind Fossilien und Fossilreste enthalten, sog. „Rostflecken“, die der Bank ihr unverwechselbares Aussehen geben. Darüber folgt das Zwischenmittel mit 2,5 m mächtigen, flasrigen und knaurigen Mergelkalksteinen. Die folgende Obere Terebratelbank ist ca. 0,8 m mächtig und besteht ebenfalls aus Glaskalk und kristallinem Kalkstein, der Fossilreste und „Rostflecken“ führt. | Dillstädt                    | Lage |
| SM_1044  |      | Basaltdurchbruch auf der Alten Mark (Wall II)                    |                                                                           |               | Das Geologische Naturdenkmal „Basaltdurchbruch auf der Alten Mark“ liegt ca. 1 km nordöstlich von Erbenhausen in der Vorderrhön. Der Gipfel des markanten Bergkegels „Alte Mark“ wird von tertiären Basalten (genauer Nephelinbasanit) aufgebaut. Die Reste der Basaltdecke lagern auf Oberem Muschelkalk und Unterem Keuper. Die Basaltsäulen stehen annähernd senkrecht, was auf einen Deckenerguss hinweist. Es handelt sich um einen Deckenrest, der keinen eigenen Förderschlot besitzt. Von ehemals großflächigen Deckenergüssen aus Basalt in der Vorderrhön sind durch weitreichende Erosion nur noch einige inselartige Vorkommen – u. a. an der Alten Mark – übriggeblieben. | Erbenhausen                  | Lage |
| SM_1078  |      | Bergbauversuch auf Steinkohle in der Gänseecke bei Seligenthal   |                                                                           |               | Bei dem ca. 600 m südöstlich von Kleinschmalkalden liegenden Geotop handelt es sich um eine ehemalige Grube des Steinkohlebergbaus, von der heute nur noch die Halde vorhanden ist. Geologisch gesehen gehört das Gebiet zur Oberhofer Mulde des Unterrotliegend. Die von den Bergbauarbeiten übrig gebliebene Halde soll als evtl. als Geologisches Naturdenkmal an den im Schmalkalder Gebiet seltenen Steinkohlenbergbau erinnern. Die sehr verkrautete und verbuschte Halde lässt in einem Wasserriss, welcher über die Haldenschulter verläuft, dunkle Sandsteine erkennen. Im SW der Halde sind die Sedimente von Glimmerporphyrit der Gehrener Schichten überlagert. Nordöstlich der Halde steht der ebenfalls zu den Gehrener Schichten gehörende Haderholz-Porphyr in großen Felsen an. Als ein letzter Zeuge des Steinkohlebergbaus des Rotliegenden im Schmalkalder Gebiet, hat die Halde eine lokale Bedeutung und gilt als schützenswert.                                                                                      | Floh-Seligenthal             | Lage |
| SM_1103  |      | Düscheberg bei Struth-Helmershof                                 |                                                                           |               | Am südwestlich vom Struth-Helmersdorf gelegenen Düscheberg ist ein ehemaliges Bryozoenriff in einer ca. 130 m langen Felsböschung aufgeschlossen. In diesem Teil des Thüringer Waldes befindet sich die Rotteroder Mulde des Rotliegend, die Teil der Oberhofer Mulde ist. Das am Düscheberg aufgeschlossene Bryozoenriff ist Teil der sog. Schmalkalden-Ruhlaer-Insel. Durch das Eindringen des Zechsteinmeeres entstanden im Bereich von Untiefen Riffe, die durch Bryozoen (Moostierchen) aufgebaut wurden. Im massigen, ungeschichteten Riffkalk können weiterhin Brachiopoden und Muscheln auftreten. | Floh-Seligenthal             | Lage |
| SM_1104  |      | Mesodiabas-Steinbruch Schnellbach                                |                                                                           |               | Der Mesodiabas-Steinbruch liegt ca. 0,8 km nordöstlich von Schnellbach und ist der nordöstlichste von zwei unmittelbar nebeneinanderliegenden, stillgelegten Steinbrüchen. Geologisch gesehen zum Gebiet des Thüringer Waldes gehörend, liegt er in der Oberhofer Mulde, die zur Zeit des Rotliegend entstand. Das überwiegend graugrüne, fein-bis grobkörnige Gestein kann quaderförmig, säulig und plattig ausgebildet sein und zeigt eine relativ starke Klüftung. Hauptgestein des Steinbruchs ist der Dolerit. Der Steinbruch eignet sich sehr gut als Anschauungsobjekt für Lehrveranstaltungen, da an den gewaltigen Abbauwänden der Dolerit mit seinen Klüften, Absonderungsformen und der petrographische Bestand des Ganges sehr gut demonstriert werden können. | Floh-Seligenthal             | Lage |
| SM_1058  |      | Steinbruch Queinfeld                                             |                                                                           |               | Der Kalksteinbruch liegt am nordöstlichen Ortsrand von Queienfeld am Queienberg. Er ist Teil des Bibraer Sattels, der der Heldburger Scholle zugeordnet wird. Hier wurden die Gesteine des Wellenkalks (Unterer Muschelkalk) abgebaut. Diese fallen an der Südflanke des Bibraer Sattels mit ca. 35° nach Südwesten ein. Die hier abgebaute Terebratelbank ist 1,3 m mächtig und setzt sich überwiegend aus kristallinen Kalksteinen, sowie aus plattigen, flasrigen und knaurigen Mergelkalken zusammen. | Grabfeld                     | Lage |
| SM_1087  |      | Westabhang des Ahlberges bei Wölfershausen                       |                                                                           |               | Der 1 km östlich von Wölfershausen gelegen Ahlberg gehört im geologischen Sinne zur Südthüringisch-Fränkischen Scholle der Heldburger Scholle. Am Westhang sind die Gesteine des Oberen Buntsandsteines (Röt) und des Unteren Muschelkalkes zu finden. In einem künstlich geschaffenen Aufschluss sind die roten Schluff-/ Tonsteine des Oberen Buntsandsteines sichtbar. Der obere Teil des Ahlberges besteht aus Wellenkalk, der unterhalb der Oolithzone einzuordnen ist. Klippen sind am Hang des Aufschlusses nicht zu erkennen, lediglich am Gipfel sind durch Wegebau einige Kalkplatten gelöst. Ein schützenswerter geologischer Aufschluss ist am Ahlberg nicht zu finden, der Steilanstieg des Unteren Muschelkalks ist in Südthüringen keine Besonderheit, da dieser an vielen Stellen zu finden ist. | Grabfeld                     | Lage |
| WAK_1353 |      | Zeugnisse des historischen Braunkohlebergbaus bei Kaltennordheim | tertiäre Lockersedimente, kohlige Bildungen                               |               | Zeugnisse des Braunkohlebergbaus in 3 verschied. Gebieten sw u. nw von Kaltennordheim. 3 verschiedene Gebiete südwestlich und nordwestlich von Kaltennordheim zeigen heute noch gut erkennbare Spuren des historischen Braunkohlebergbaus: am Windberg im Gebiet der alten Grube Karl-August, an der Straße nach Tann und weiter südlich am Alterberg. Überall lassen sich noch im Gelände Spuren finden. Durch große Dachsbaue wird immer wieder Kohle in beachtlichen Stücken zutage gefördert. Diese Tiere bauen bevorzugt in den alten Halden. Aber auch die Lage der Stollen ist noch z. T. nachzuvollziehen. Eine beachtliche Anzahl Literaturquellen befasst sich mit diesen Vorkommen. | Kaltennordheim               | Lage |
| SM_2027  |      | Sandstein- und Märchenhöhle, Walldorf                            |                                                                           |               | Die in Walldorf liegende Sandsteinhöhle, ein Labyrinth mit einer Fläche von ca. 6 5 000 m² und 2 500 tragenden Säulen in den Gesteinen des Mittleren Buntsandsteins ist durch den Abbau eines weißen, feinkörnigen Sandsteins, der als Streu- und Scheuersand verwendet wurde, entstanden. Die Führung informiert über das Leben der Sandmacher. Die Darstellung von ca. 30 Märchenbildern der Gebrüder Grimm, von H. Chr. Andersen und von L. Bechstein üben insbesondere auf die kleinen Höhlenbesucher eine besondere Faszination aus. | Meiningen                    | Lage |
| SM_1056  |      | Basaltaufschluss im Rhönwald                                     |                                                                           |               | Ca. 1,2 km südlich von Oberweid liegt an der Verbindungsstraße nach Frankenheim der „Basaltaufschluss im Rhönwald“, der den südlichen Teil eines ehemaligen Steinbruches bildet. Geologisch betrachtet gehört das Naturdenkmal zur Rhön-Scholle und erstreckt sich im Bereich des NNE-SSW streichenden Unterfränkischen Sattels. Der hier anstehende Basalt ist ein Teil von Deckenergüssen, die sich im Zuge des Rhönvulkanismus bildeten. Im Steinbruch sollen früher mehrere Basaltlagen aufgeschlossen gewesen sein. Der ca. 12 m hohe Südstoß ist insgesamt stark bewachsen. | Oberweid                     | Lage |
| SM_1073  |      | Diesburg, 100 m Umkreis                                          |                                                                           |               | Die ca. 1 km nördlich von Wohlmuthhausen gelegene Diesburg schließt sich nordwestlich an das Bergmassiv der Hohen Geba an. Der hier anstehende Basalt lagert über den Gesteinen des Oberen Muschelkalkes und wird als Deckenrest gedeutet. Darauf weisen die senkrechten Säulen hin, die am besten an dem Basaltrücken an der Ostseite der Diesburg unterhalb des Gipfels zu erkennen sind. Basaltsäulen bilden sich immer senkrecht zur Abkühlungsfläche. Der ca. 30 m lange, 20 m breite und bis zu 6 m hohe Basaltrücken tritt markant hervor und eignet sich als Schauobjekt für den hier ausgewiesenen Nephelinbasalt. | Rhönblick                    | Lage |
| SM_1102  |      | Hohe Möst bei Oberschönau                                        |                                                                           |               | Mit ihren beiden ca. 25 m hohen Aussichtsfelsen liegt die „Hohe Möst“ ca. 1 km östlich von Oberschönau im Thüringer Wald. Sie befindet sich regionalgeologisch innerhalb der Oberhofer-Mulde, die u. a. mit Vulkaniten und Sedimenten des Unterrotliegend (Oberhof-Formation) gefüllt ist. Das anstehende Gestein der beiden Möststeine wird den sog. Älteren Oberhofer Rhyolithen (Quarzporphyren) zugeordnet und als Möstporphyr bezeichnet. Die Grundmasse dieses Quarzporphyrs ist graurot, feinkörnig und bricht splittrig. Darin sind zahlreiche, 5–10 mm lange Einsprenglinge von Orthoklas und seltener Quarz, sowie Glimmerblättchen und Hornblendekristalle zu sehen. Der Möstporphyr zeichnet sich vor allem durch seine besonders großen Feldspatkristalle aus, teilweise ist ein fluidales Gefüge zu erkennen. Die Entstehung ist auf die Verwitterung der weniger verfestigten Partien des Quarzporphyrs zurückzuführen. Am Fuße erstrecken sich Gesteinsschutthalden, die die Verwitterungsprodukte des „Möstfelsen“ zeigen. | Steinbach-Hallenberg, Kurort | Lage |
| SM_1089  |      | Plattensandsteinbruch bei Rotterode                              |                                                                           |               | Einer der zahlreichen Plattensandsteinbrüche bei Rotterode liegt ca. 0,6 km nordwestlich des Ortes an der Fahrstraße Rotterode-Neuhöfer Wiese. Dieser gehört geologisch betrachtet zur Asbach-Rotteroder Mulde des Rotliegend, die Teil der Oberhofer Mulde ist und innerhalb des Thüringer Waldes liegt. Im Steinbruch stehen die Sandsteine, konglomeratischen Sandsteine und Schiefertone der Rotterode-Folge an. Darin wurden zahlreiche fossile Pflanzenabdrücke von Nadelbäumen, Schachtelhalmen und Farnen sowie Gliederfüßer und Fährtenplatten gefunden. Auf engstem Raum schließen die Steinbrüche Sandsteine und konglomeratische Lagen auf. Dabei handelt es sich um fluviatile Ablagerungen, wobei man zwischen Flußbettablagerungen und Hochflutsedimenten unterscheiden kann. Als Ziel von geologischen Exkursionen, vor allem aufgrund der zahlreichen Fossilfunde und als Aufschluss der sedimentären Teile der Rotteroder Folge, gilt der ehemalige Steinbruch als besonders schützenswert.                               | Steinbach-Hallenberg, Kurort | Lage |
| SM_1069  |      | Krayberg                                                         |                                                                           |               | Der Krayberg stellt einen Teil des nördlichen Talrandes der Werra bei Vachdorf dar. Hier ist die Grenze zwischen Oberem Buntsandstein (Röt) und Unterem Muschelkalk (Wellenkalk) sowie das gesamt Profil des Unteren Muschelkalks aufgeschlossen. Die Entstehung des steilen Talhanges ist auf das Einschneiden der Werra in die ca. 100 m mächtige Folge des Unteren Muschelkalks zurückzuführen. Im Aufschluss ist mit den Strohgelben Kalken die obere Einheit der Myophorien-Schichten (Röt-Formation) zu sehen. Die gelben, bankigen und dolomitischen Mergelkalksteine werden vom Muschelkalk mit seiner typischen Wellenkalkfazies (Glaskalk, Mergelkalk und kristalliner Kalkstein) überlagert. Der Felshang ist mit Ausnahme seiner Basis jedoch nur bedingt begehbar. | Vachdorf                     | Lage |
| SM_1057  |      | Basaltgänge am Flöhbach                                          |                                                                           |               | In einem stark verbuschten Gelände ca. 800 m westlich von Oepfershausen befinden sich südlich des Flöhbachs 5 Basaltklippen. Die waagerechten Säulen aus Nephelinbasalt entstanden im Zuge des Rhönvulkanismus während des Tertiärs und liegen geologisch gesehen im Bereich der Südthüringisch-Fränkischen Scholle. Da Basaltsäulen immer senkrecht zur Abkühlungsfläche entstehen, könnte es sich hierbei um Gesteinsgänge oder den Schlotbereich eines Vulkanes handeln. | Wasungen                     | Lage |
| SM_1094  |      | Dölmerlein bei Benshausen                                        | Riffdolomit, dolomitischer Kalkstein                                      | Zechstein     | Bei dem ca. 1,2 km südöstlich von Benshausen liegenden „Dölmerlein“, handelt es sich um ein Flächennaturdenkmal an der Südflanke des gleichnamigen Berges. In diesem Gebiet ist der Zechsteingürtel des Thüringer Waldes verbreitet. Im FND „Dölmerlein“ steht der Riffdolomit bzw. -kalk des Werra-Karbonates an. Petrographisch handelt es sich hierbei um einen dolomitischen Kalkstein, der keine erkennbare Schichtung zeigt und klotzig ausgebildet ist. Es sind Hohlräume zu sehen, die teilweise mit braunem Eisenmulm gefüllt sind. Vereinzelt treten Eisen- und Manganvererzungen auf. Die Riffkalke repräsentieren die Reste eines ehemaligen Bryozonenriffs, welches von Bryozonen (Moostierchen) in den Untiefen des Zechsteinmeeres aufgebaut wurde und mit Korallenriffen vergleichbar ist. | Zella-Mehlis                 | Lage |

### Mineralien
| ID      | Bild | Bezeichnung                                             | Art | Stratigraphie | Beschreibung | Gemeinde             | Lage |
| ------- | ---- | ------------------------------------------------------- | --- | ------------- | --- | -------------------- | ---- |
| SM_2025 |      | Besucherberkwerk Hühn und Technisches Denkmal, Trusetal |     |               | Im Besucherbergwerk im Trusetaler Revier, mit 800-jähriger Geschichte der Eisenerz-, Schwer- und Flussspatgewinnung, kann mit dem „Hühn-Express“ ein ca. 250 m langer Stollen befahren werden.#Auf dem Freigelände sind Sachzeugen des Bergbaus aus dem Trusetaler Revier sowie eine Mineralienausstellung und Züchtung von Kristallen zu besichtigen. #Am Besucherbergwerk entlang verläuft der mit Schlägel & Eisen markierte 13,5 km lange Geologie- und Bergbaulehrpfad. | Brotterode-Trusetal  | Lage |
| SM_2026 |      | Besuchberwek „Finstertal“, Schmalkalden-Asbach          |     |               | In der einzigen erhaltenen Eisen- und Braunsteingrube aus der Mitte des 19. Jh. erlebt der Besucher auf einer Strecke von ca. 350 m die geologische Vielfalt und Interessantes aus der Geschichte der Eisengewinnung und -verarbeitung im Schmalkaldener Raum. #In der Grube wurde ein Gang nachgefahren, der Ankerit, Roteisenerz und Braunstein führte. Als Nebengestein tritt Sandstein und Porphyr des Rotliegenden auf. Die Grube war mit kurzzeitiger Unterbrechung von 1858 bis 1934 in Betrieb; seit 1959 ist sie als „Lehr- und Besucherbergwerk“ zu besichtigen. Es werden die Reste eines Erzganges, der Füllort, der Blindschacht und der Schrägort gezeigt. Den Abschluss bilden die Faszination von bunt fluoreszierendem Calcit und das originale Geleucht der Bergleute. Gezähe und Geleucht des Bergmannes im Wandel der Zeit sind das Thema einer kleinen Ausstellung im Kassengebäude.# | Schmalkalden, Kurort | Lage |

### Fossilien
| ID      | Bild | Bezeichnung                                         | Art                                                                                               | Stratigraphie          | Beschreibung | Gemeinde     | Lage |
| ------- | ---- | --------------------------------------------------- | ------------------------------------------------------------------------------------------------- | ---------------------- | --- | ------------ | ---- |
| SM_1099 |      | „Aufschluss am Lochbrunnen“ bei Oberhof             |                                                                                                   |                        | Der „Aufschluss am Lochbrunnen“ liegt ca. 300 m westlich von Oberhof an der Fahrstraße zur Oberen Schweizer Hütte, wenig unterhalb des Lochbrunnens im Thüringer Wald. Er befindet sich in der Oberhofer Mulde, die mit Sedimenten und Vulkaniten des Rotliegend gefüllt ist. Hier ist der Protritonhorizont aufgeschlossen, der in rotbraunen bis grauen Konglomeraten, Schiefertonen und Tuffen eingelagert ist. Bei diesem Horizont handelt es sich um dunkel- bis schwarzgraue, bituminöse Schiefertone, die mit grauen Sandsteinen wechsellagern. Namensgebend waren fossile Reste von Stegocephalen (Panzerlurche). Der Aufschluss am Lochbrunnen zählt zu den ergiebigsten Fundstellen im Rotliegend des Thüringer Waldes und besteht aus kleineren Klippen und einer großen, durch die Sammeltätigkeit entstandenen, Gesteinsschutthalde. Als international bekannter Fossilfundpunkt hat der Aufschluss außerdem große Bedeutung für die Rotliegend-Stratigraphie und die Paläozoologie sowie Paläobotanik.                               | Oberhof      | Lage |
| SM_1818 |      | Pleistozän-Komplex-Fundstelle Untermaßfeld          | Kiese und Sande (vorw. Kalk-Gerölle)                                                              | Oberes Unterpleistozän | Die Fundstelle befindet sich südlich von Meiningen, auf einer alten Flussterrasse am östlichen Talhang der Werra, ca. 70 m über der heutigen Talaue (290 m ü. NN) am W-Fuß des Hexenberges. Die Gesteinsschichten setzten sich aus einer Folge warmzeitlicher fluviatiler Sande („Untere u. Obere fluviatile Sande“) zusammen, die von Auensedimenten und Zersatzschottern unterlagert werden. Im Bereich des Strömungsschattens des Schuttkörpers wurden mehrere hundert pleistozäne Klein- und Großsäugetierreste abgelagert. Durch den hohen Karbonatgehalt der angrenzenden Muschelkalkschichten kam es zu einer guten Konservierung der Knochen. Das Alter der Fundstelle wurde auf rund 900.000 Jahre datiert. Innerhalb der Fundschichten ist ein Wechsel des Magnetfeldes festgestellt wurden („Jaramillo-Event“). Die überlieferten Faunen sind eine Vergesellschaftung von paläarktischen und mediterranen Faunenelementen (KAHLKE 1992) wie z. B.: Hyänen, Bären, Wölfen, Löwen, Bison, Hirsche u.v.m.                                  | Untermaßfeld | Lage |
| SM_1846 |      | Aufschluss an der Gesenkschmiede                    | dunkle Ton- und Schluffsteine                                                                     | Acanthodes-Schichten   | Der Aufschluss befindet sich rund 120 m nordwestlich des „Steinbruchs am W-Fuß des Spitzberges“, direkt vor dem Eingang der Gesenkschmiede innerhalb eines Bachbettes. In beiden Aufschlüssen fällt die Schichtung mit 15° nach SW (225°) eine. Da keine Störungen zwischen diesen beiden Aufschlüssen anzunehmen sind, befindet sich der Bachaufschluss im Profil rund 40 m unter der Hangendkante des Raubschloß-Konglomerates (unterster Teil der Oberen Goldlauter-Formation des Unterrotliegend). Die dunklen Feinklastika dürften somit den „Oberen Acanthodes-Schichten“ angehören, die einem fossilreichen Schichtglied im obersten Teil der Untern Goldlauter-Formation entsprechen. Als Fossilfundpunkt ist er nur von geringer Bedeutung, da er sehr klein und die Probenahme kaum möglich ist. | Zella-Mehlis | Lage |
| SM_1825 |      | Steinbruch im Lubenbachtal am W-Fuß des Spitzberges | (vorwiegend) schlecht sortierte, matrixgestützte Konglomerate sowie Sand-, Schluff- und Tonsteine |                        | Es handelt sich um einen auflässigen Steinbruch oberhalb der Gesenkschmiede direkt an der Bahnlinie nordöstlich von Zella-Mehlis. Hier sind die höheren Teile des Raubschloss-Kongklomerates (bzw. seines Äquivalentes) aufgeschlossen, das der Oberen Goldlauter-Formation des Unterrotliegend zugeordnet wird. Im oberen Profilteil schließen sich Feinklastische Sediment an, die den allmählichen Übergang von Rot- in Graufazies anzeigen. Ein 140 m nordwestlich des Steinbruchs gelegener Aufschluss im Bachbett an der Gesenkschmiede zeigt dunkelgraue Schluff- u. Tonsteine, die mit 15° in Richtung SW einfallen. Diese könnten den „Oberen Acanthodes-Schiefer“ im Liegenden des Raubschloss-Konglomerates zugeordnet werden. Eine Liste der Fossilfunde ist in HAUBOLD (1985) zu finden. Vertreter der Flora sind z. B.: Calamites gigas BRGT.; Lebachia parvifolia FLORIN und der Fauna: Branchiosaurus sp. und Spuren von Invertebraten und Tetrapoden. Das Typusmaterial der Fährte „Amphisauropus latus HAUBOLD“ stammt von hier. | Zella-Mehlis | Lage |

### Lagerungsverhältnisse/Tektonik
| ID      | Bild           | Bezeichnung                        | Art                                                                                      | Stratigraphie | Beschreibung | Gemeinde             | Lage |
| ------- | -------------- | ---------------------------------- | ---------------------------------------------------------------------------------------- | ------------- | --- | -------------------- | ---- |
| SM_1067 |                | Baryt-Eisenerz-Gang Hohe Klinge    |                                                                                          |               | An der Hohen Klinge, die zwischen Trusetal und Bad Liebenstein (OT Atterode) liegt, sind die Reste eines Schwerspat/Eisenerz-Ganges aufgeschlossen. Zum Ruhlaer Kristallin gehörend, verläuft der sog. Klinger Gangzug ca. 2 km nordöstlich der Südwestrandstörung des Thüringer Waldes. Im Bereich dieser Störungen gibt es mehrere metasomatische Schwerspat/Eisenerz-Lagerstätten, welche im Tertiär entstanden und in enger Verwachsung vorkommen. In einem ehemaligen Tagebau ist der zu schützende Aufschluss als Teil des Ganges unverritzt geblieben und zeigt eine schwerspatreiche Partie auf. | Brotterode-Trusetal  | Lage |
| SM_1027 |                | Geologische Wand in Elmenthal      | Nebengestein: Monzogranit, Gesteinsgang: gemischt Kersantit und Granitporphyr            |               | Im OT Elmenthal der Gemeinde Trusetal ist ein ca. 7 m mächtiger, gemischter, symmetrischer Gesteinsgang aus Granitporphyr im Zentralteil und Kersantit an beiden Salbändern aufgeschlossen. Es handelt sich analog zum Trusetaler Hauptgang um eine Erscheinungsform des prä- bis posttektonischen Gangmagmatismus, die hier älteren Trusetalgranit durchschlägt. Nur wenige Meter nördlich sind Riffkalke des Zechsteins am Wegrand aufgeschlossen. Der Standort wird von Anwohnern und Touristen als Freizeit- und Erholungsstätte genutzt (Sitzecke mit Parkbänken). | Brotterode-Trusetal  | Lage |
| SM_1031 |                | Halbstein                          | Nebengestein: Monzogranit, Gesteinsgang: gemischt Kersanit, Syenit, Rhyolith             |               | Der „Halbstein“, dessen Name auf die Grenzlage der Klippe zwischen den Gemarkungen Trusetal und Brotterode zurück geht, liegt an der L 1024 ca. 1,5 km südlich von Brotterode. Es handelt sich um ein klippenartiges Erosionsrelikt eines Systems mehrerer Gesteinsgänge mit unterschiedlichem Chemismus, die hier den älteren Trusetalgranit durchschlagen. Der ca. 30 m mächtige Hauptgang besteht aus einem aplitischen, d. h. nur aus Feldspat und Granit bestehenden Mikrogranit mit Kersantit im Grenzbereich zwischen den Gängen bzw. zum Nebengestein. Teilweise sind porphyrische Gangabschnitte aushaltbar. Auf Grund flächiger Überrollung ist die geologisch-petrographische Situation nur erschwert fassbar.                                                                                  | Brotterode-Trusetal  | Lage |
| SM_1026 |                | Trusetaler Hauptgang               | Nebengestein: Monzogranit, Gesteinsgang: Kersantit und Syenitporphyr                     |               | Das südliche Ruhlaer Kristallin ist für seine vielfältigen vulkanischen Ganggesteine bekannt, die während des Rotliegend in das Grundgebirge eindrangen und dort erstarrten (Gemischte Gänge). Oft intrudierten in den gleichen Gang nacheinander basische, intermediäre und saure Magmen, die sich z. T. vermengten oder komplex aufgebaute Gangstrukturen formten. | Brotterode-Trusetal  | Lage |
| SM_1034 | weitere Bilder | Zechsteindiskordanz Auenwallenburg | Grundgebirge: Zweiglimmergneis und Quarzit, Auflagerung: Dolomit in Randfaziesausbildung |               | Am ehemaligen Bahnhof Auenwallenburg, der ca. 1,5 km östlich von Trusetal liegt, ist durch einen anthropogenen Einschnitt die Zechsteindiskordanz aufgeschlossen. Diese zeigt die Untere Glimmergneis-Folge der kambrischen Trusetal-Gruppe, die diskordant vom Leinekarbonat (Plattendolomit) des Zechsteins überlagert wird. Neben den petrographischen Besonderheiten des Grundgebirges (u. a. Granat- und Staurolithführung) stellen die Lagerungsverhältnisse und die Ausbildung der Zechsteinüberdeckung ein wichtiges Element für das Verständnis der postvariszischen Entwicklung im Randbereich des Ruhlaer Kristallins dar. | Brotterode-Trusetal  | Lage |
| SM_1052 |                | Gesteinsfaltungen im Joachimstal   |                                                                                          |               | Die „Gesteinsfaltung im Joachimstal“ ist am östlichen Ortsrand von Meiningen an der L 1140 zu finden. Regionalgeologisch gehört dieses Gebiet zur Meininger Mulde, die Teil der Südthüringisch-Fränkischen Scholle ist. Hier sind auf einer Länge von ca. 11 m bis zu 3 m hohe Einzelfelsen bzw. Felsvorsprünge zu sehen, die aus flasrigen, knaurigen und plattigen Mergelkalken des Unteren Muschelkalks (Wellenkalk-Folge) bestehen. Im Bereich des Joachimstales und des Stiefelgrabens bei Meiningen sind 3 kleinere herzynisch (NW-SE) streichende Störungen zu finden. Sie liegen im Bereich der Fränkischen Linie und können als südwestliche Begleitstörungen der Wasungen-Themarer Störungszone gedeutet werden. Bereits vor 200 Jahren erkannte J.L. Heim die Faltungen im Unteren Muschelkalk. | Meiningen            | Lage |
| SM_765  |                | Muschelkalkfalte Katzenstein       | mergeliger, schiefriger Kalkstein                                                        | Trias         | Der Katzenstein liegt im Südthüringer Buntsandsteinland ca. 1,3 km südöstlich von Grumbach. Die dominierende geologische Struktur ist die Nordwest-Südost streichende, etwa von Suhl bis Schmalkalden reichende Viernauer Störungszone. Entlang der Störungszone wurden stellenweise Sedimente des Zechsteins empor gepresst, während Muschelkalk grabenartig einbrach. Muschelkalk und Zechstein liegen hier oft räumlich eng benachbart und treten wegen ihrer Verwitterungsbeständigkeit als Höhenzüge und Schichtrippen hervor. In einem Steinbruch am Fuße des Katzensteins sind die Schichten des Unteren Wellenkalks aufgeschlossen, die durch die tektonische Beanspruchung innerhalb der Störungszone gefaltet wurden.                                                                            | Schmalkalden, Kurort | Lage |
| SM_766  |                | Zechsteinmauer Katzenstein         | grauer bis graubrauner Dolomit in Randfaziesausbildung                                   | Perm          | Die mauerartige Zechstein-Felsbildung des Katzensteins befindet sich ca. 1,3 km südsüdöstlich von Grumbach. Aufgeschlossen ist das flach nach SSW abtauchende Leinekarbonat (z3Ca, Plattendolomit) an der hier WNW-SSE streichenden Viernauer Störungszone. Die nördliche Begrenzung der gehobenen südlichen Scholle wird durch eine subvertiakl stehende Steilwand gebildet, die mit über 15 m praktisch die Gesamtmächtigkeit des Plattendolomits in Randfaziesausbildung der Südwestthüringischen Senke veranschaulicht. Die unmittelbar nördlich verlaufende Störungszone ist von Blockschutt überrollt. | Schmalkalden, Kurort | Lage |

### Sedimentstrukturen
| ID       | Bild | Bezeichnung                                         | Art                                                 | Stratigraphie | Beschreibung | Gemeinde       | Lage |
| -------- | ---- | --------------------------------------------------- | --------------------------------------------------- | ------------- | --- | -------------- | ---- |
| WAK_1350 |      | Hanganschnitt an der Untermühle von Kaltenlengsfeld | Texturabfolge plattig-knauerig-flaserig, Mergelkalk |               | Dieser kleine Kalksteinbruch erlangte durch synsedimentäre Verformungsstrukturen Bedeutung. Dieser kleine Aufschluss erlangte in der Fachwelt durch die Untersuchungen von Rauche, Jena in den letzten Jahren Bekanntheit. Im Tal des Ziegelbaches gibt es an der Straße von Kaltennordheim her noch 2 weitere Aufschlüsse im Unteren Muschelkalk, die aber nicht repräsentativ sind und wegen des Bewuchses wenig auffallen. Die Beschreibung des Aufschlusses kurz südlich vor Kaltenlengsfeld erfolgte durch Rauche selbst im umseitig genannten Exkursionsführer. | Kaltennordheim | Lage |

### Fluviatile und gravitative Abtragungs- und Ablagerungsformen
| ID       | Bild           | Bezeichnung                                              | Art                                          | Stratigraphie       | Beschreibung | Gemeinde                | Lage |
| -------- | -------------- | -------------------------------------------------------- | -------------------------------------------- | ------------------- | --- | ----------------------- | ---- |
| SM_1040  |                | Halsbergloch                                             | Wellenkalk, Mergelkalksteine                 | Unterer Muschelkalk | Das „Halsbergloch“ ist auf der Hochfläche des Halberges ca. 1 km nördlich von Belrieth zu finden und befindet sich stratigraphisch im Wellenkalk (Unterer Muschelkalk). Es handelt sich um eine Klufthöhle, die aufgrund von Gleitvorgängen des Wellenkalkes auf den Schichten des unterlagernden Röt (Oberer Buntsandstein) entstand. Die einzelnen Muschelkalkschollen gleiten dabei auf den wasserstauenden, tonigen Schichten des Röt in Talrichtung ab. Derartige Klufthöhlen sind als Vorstufe von Bergstürzen zu sehen. Die hangparallele Spalte des „Halsberglochs“ ist ca. 4 m lang, ca. 8 m tief und im oberen Bereich 2 m, im unteren Bereich 0,5 m breit. | Einhausen               | Lage |
| SM_82    | weitere Bilder | Goetzhöhle                                               | Wellenkalkfolge                              | Unterer Muschelkalk | Die „Goetzhöhle“ befindet sich am westlichen Ortsrand von Meiningen, am Osthang des Dietrich und ist Teil der Meininger Mulde. Es handelt sich um eine Kluft- bzw. Spaltenhöhle, die sich in der Wellenkalk-Formation des Unteren Muschelkalks gebildet hat. In der Goetzhöhle ist die Phase des Zerbrechens und des beginnenden Abrutschens des Unteren Muschelkalks zu sehen. Durch Klüfte im Kalkstein gelangt das Niederschlagswasser bis auf die unterlagernden Schichten des Röt (Oberer Buntsandstein). Diese wasserstauenden und tonigen Gesteine weichen beim Kontakt mit Wasser auf und bilden eine Gleitbahn aus. Bereits ein Grad Neigung genügt, um die starren Muschelkalkschollen zum Abrutschen zu bringen. Entdeckt wurde die Höhle Anfang des 20. Jhd. von dem Meininger Kaufmann Reinhold Goetz. Sie gilt als die größte begehbare Kluft- und Spaltenhöhle Europas und wurde im Jahr 2000 wieder eröffnet. Auf einer Wegstrecke von ca. 480 m kann sie auf 3 Ebenen besichtigt werden. Eine Treppenanlage überwindet dabei ca. 33 Höhenmeter. Die vier Hauptspalten besitzen fast 50 m einsehbare Wandhöhen und Kluftweiten bis zu 3 m.      | Meiningen               | Lage |
| SM_1048  |                | Katzenlöcher bei Bauerbach                               |                                              |                     | Die ca. 1,5 km südlich von Bauerbach gelegenen „Katzenlöcher“ stellen ein Musterbeispiel für einen Bergsturz im Unteren Muschelkalk dar. Regionalgeologisch werden diese dem Bibraer Sattel der Heldburger Scholle zugeordnet. Hier steht der Wellenkalk des Unteren Muschelkalks an, der überwiegend aus plattigen, knaurigen Mergelkalken besteht, denen geringmächtige, bankige, kristalline Kalksteine zwischengelagert sind. An den Katzenlöchern ist der Untere Wellenkalk auf dem Röt (Oberer Buntsandstein) in südöstlicher Richtung abgerutscht. Die gut geklüfteten Gesteine des Unteren Muschelkalks leiten das Niederschlagswasser bis auf die unterlagernden, wasserstauenden Schichten des Röt weiter. Die Rötschichten werden aufgeweicht und bilden eine Gleitbahn aus. Bereits ein Grad Neigung ist ausreichend, um die zerklüfteten Wellenkalkblöcke zum Abgleiten zu bringen. Es treten alle typischen Erscheinungen wie Abrisswand, Schutthalde und Spalten auf. Die Abrisswand ist dabei nicht durchgängig, sondern mehrfach unterbrochen. Durch Verwitterung und Verkarstung haben sich nischenartige Löcher im Kalksteinfelsen gebildet. | Meiningen               | Lage |
| SM_1072  |                | Muschelkalkabrisse am Westabhang des Breuberges          |                                              |                     | Das Geologische Naturdenkmal „Muschelkalkabrisse am Westhang des Breuberges“ befindet sich ca. 1,2 km nordöstlich von Walldorf und besteht aus den Gesteinen der Wellenkalk-Folge (Unterer Muschelkalk). Dieser steht in mehreren bis zu 2 m hohen Felsabsätzen in Form von flasrigen, knaurigen und plattigen Mergelkalken an. Hier ist der Untere Muschelkalk auf einer Länge von ca. 150 bis 200 m staffelartig in 3 Stufen in westlicher Richtung abgerissen. Die untere Abrissstufe zeigt die typischen Elemente eines Bergrutsches. Zwischen der Abrisswand und den abgerissenen Felsmassen befindet sich die sog. „Diebeskrippe“. Die Entstehung des Abrisses kann darauf zurückgeführt werden, dass Niederschlagswässer in die zerklüfteten Gesteine des Unteren Muschelkalks dringen und bis auf die Schichten des unterlagernden Röt (Oberer Buntsandstein) gelangen. Diese wirken unter Feuchtigkeitseinfluss als Gleitbahn, wobei bereits ein geringes Einfallen des Muschelkalkes ausreicht, um ein Zerreißen und Abrutschen hervorzurufen. | Meiningen               | Lage |
| SM_1053  |                | Raßmannshöhle bei Meiningen                              |                                              |                     | Die „Raßmannshöhle“ befindet sich im Bürgertal bei Meiningen zwischen dem Kallberg und der Straße Meiningen – Schloss Landsberg. Es handelt sich um eine Klufthöhle, die in den Gesteinen des Unteren Muschelkalks liegt. Die Entstehung ist auf das Abgleiten des Muschelkalkes in Richtung Werratal zurückzuführen. Durch Klüfte im Kalkstein gelangt Niederschlagswasser bis auf die Schichten des unterlagernden Röt. Dieser ist tonig und wasserstauend und weicht bei Kontakt mit Wasser auf. Aus diesem Grund bildet er eine Gleitbahn für abgerissene Muschelkalkblöcke. Neben den talparallelen Abrissspalten, die die Vorstufe eines Bergrutsches anzeigen, ist meist noch eine senkrecht dazu verlaufende Kluftrichtung zu erkennen. Durch einen Zugang gelangt man schräg nach unten in einen Raum, von wo aus man über eine Spalte in die Hauptspalte gelangt. Diese ist 2 m breit, ca. 5 m hoch und verläuft nicht geradlinig. | Meiningen               | Lage |
| SM_1055  |                | Höhle am Ziegenberg                                      |                                              |                     | Das geologische Naturdenkmal „Höhle am Ziegenberg“ befindet sich ca. 500 m nördlich von Obermaßfeld-Grimmenthal am Südwesthang des Ziegenberges. Regionalgeologisch wird das Gebiet der Meininger Mulde zugeordnet, die Teil der Heldburger Scholle ist. Hier stehen die plattigen, flasrigen und knaurigen Mergelkalke der Wellenkalk-Folge (Unterer Muschelkalk) an, die gelegentlich Einlagerungen von kristallinen Kalksteinen zeigen. Es ist eine Kluft erkennbar, die im oberen Bereich trichterförmig erweitert ist und bei ca. 2 m Tiefe tatsächlich beginnt. Die Ursache für die Entstehung der Klufthöhle ist das Abrutschen von Wellenkalk auf den zum Werratal einfallenden Schichten des Röt (Oberer Buntsandstein). Eindringende Niederschlagswässer gelangen durch die gut geklüfteten Kalksteine bis zur Basis des Muschelkalkes in den Bereich toniger, weniger durchlässiger Sedimente des Röts. Diese bilden dann eine Gleitfläche für die Muschelkalksedimente. | Obermaßfeld-Grimmenthal | Lage |
| SM_1041  |                | Klüfte am Neuberg                                        | Wellenkalk, Röt                              | Unterer Muschelkalk | Das ehemalige Bergsturzgebiet liegt ca. 2 km südlich von Helmershausen an der Süd- und Ostseite des Neuberges. Hier steht der Wellenkalk des Unteren Muschelkalks an. Durch Klüfte und Spalten im Wellenkalk gelangt Niederschlagswasser bis zu den unterlagernden Schichten des Röt (Oberer Buntsandstein). Diese sind tonig und wasserstauend und bilden eine Gleitfläche für abrutschende Muschelkalkschollen. Im Gebiet des Neuberges kam es zu mehreren Bergstürzen, die heute auf ca. 900 m Länge an dessen Hängen zu sehen sind. Es sind typische Formen wie Abrisswände, Schutthalden, abgerutschte Wellenkalkblöcke, Klüfte und Spalten zu beobachten. | Rhönblick               | Lage |
| SM_1059  |                | Melkerser Felsen                                         |                                              |                     | An der Südostseite des unteren Herpf-Tales gelegen, befinden sich die Melkerser Felsen in Ablagerungen des Unteren Muschelkalkes. Durch einen Bergsturz entstanden, fallen die Schichten des Oberen Buntsandsteins zum Herpftal ein. Der Bergsturz mit seinen typischen Formen hat unter der Abrißwand eine Schutthalde, der talwärts eine Senke („Diebeskrippe“) und abgerutschte Wellenkalkblöcke folgen, die wallartig vor diesen abgelagert wurden. Interessant zu beobachten sind die Wuchsrichtungen der Bäume am Hang. Aufgrund der Rutschbewegungen in der Schutthalde streben diese ständig in die Senkrechte zu wachsen, wodurch der sogenannte „Säbelwuchs“ entstand. Der Melkerser Felsen ist neben dem Eingefallenen Berg bei Themar, dem Rohrer Felsen und dem Bergsturz am Neuberg bei Stedtlingen eines der markanten Bergsturzgebiete im Unteren Muschelkalk Südthüringens. | Rippershausen           | Lage |
| SM_1049  |                | Basaltblockmeer am Gotteskopf                            |                                              |                     | Etwa 1 km nördlich von Hümpfershausen befindet sich das Basaltblockmeer am Gotteskopf. Es handelt sich um ein isoliertes Basaltvorkommen, das im Zuge des Rhönvulkanismus während des Miozäns und Pliozäns entstand und die Ablagerungen des Unteren Muschelkalks und des Oberen Buntsandsteins überdeckt. Die Entstehung des Blockmeeres ist auf die intensive Verwitterung während des Pleistozäns (Eiszeitalter) zurückzuführen. | Roßdorf                 | Lage |
| SM_1088  |                | Zechsteinriff auf dem Mühlberg bei Asbach                |                                              |                     | Am oberen Talhang des Asbaches zum Mühlberg gelegen, erstreckt sich das Zechsteinriff mauerartig in NE-SW-Richtung über Asbach. Dieses entstand im Zuge der Transgression des Zechsteinmeeres und lagerte sich auf der Rotterode-Folge des Rotliegend ab. Es handelt sich um ein schwach dolomitisiertes Bryozoen-Riff, das aus massigen, zähen Kalksteinen besteht und neben Bryozoen auch Brachiopoden und Muscheln enthält. Der Riffkalk zeigt zahlreiche Karsterscheinungen, wobei neben kleinsten schlauchartigen Auswaschungen auch zwei Höhlen entstanden. Der zu schützende Teil umfasst die südwestliche von insgesamt 3 Klippen, die sich über 65 m erstreckt, bis 6 m breit und 10 m hoch ist. Der Aufschluss ist gut zugänglich, eindrucksvoll und eignet sich sehr gut für vergleichende Betrachtungen zur Zechstein-Paläogeographie. Karsterscheinungen sind an den Klippen gut sichtbar und erklärbar. | Schmalkalden, Kurort    | Lage |
| WAK_1403 |                | Große Blockmeere am südlichen Roßberghang bei Kranlucken | Basalt, Nephelinbasalt, grobstückig, blockig |                     | Ungewöhnlich großflächige Blockmeere am Roßkopfsüdhang auf Keuper und Muschelkalk. Basaltblockmeere sind in Hanglagen der vulkanischen Basaltkuppen der Rhön relativ häufig. Entweder sind vor langer Zeit große Abschnitte des zu prismatischen Säulen erstarrten basischen Magma-Körpers durch Verwitterungsprozesse zerfallen, oder es erfolgte die Basaltabsonderung klüftig-plattig-blockartig und zerfiel örtlich allmählich zu grobstückigen Blockhalden. Besonders im Pleistozän – wenn extreme Klimabedingungen mit Frostsprengung wirksam waren – dürften die oft beachtliche Ausmaße einnehmenden Blockmeere entstanden sein. Hinzu kommen Bedingungen des Untergrundes, insbesondere wenn plastische und wasseraufnahmefähige Schichten z. B. des Keupers oder Muschelkalks von den Blöcken bedeckt wurden. Hier kam es zu Abgleiterscheinungen an den Hängen, so dass die Blockmeere u. U. weit ab von ihrem Ursprungsgebiet zur Ablage gelangten. | Schleid                 | Lage |
| SM_1622  |                | Heinrichsbacher Stein                                    |                                              |                     | Ca. 1,5 km nördlich Zella-Mehlis an der Südflanke des Gebrannten Steines befindet sich der „Heinrichsbacher Stein“. regionalgeologisch gehört der Geotop zur Oberhofer Mulde, in der zur Zeit des Unterrotliegend die Oberhof-Formation abgelagert wurde. Dabei handelt es sich um Sedimente und Vulkanite, wobei letztere in die Jüngeren und Älteren Oberhofer Quarzporphyre unterteilt werden. Das Gestein, aus dem der „Heinrichsbacher Stein“ besteht, ist der Jägerhausporphyr, der zu den Älteren Oberhofer Quarzporphyren zählt. Es handelt sich um einen dichten, braunroten, hornsteinähnlichen Quarzporphyr, der mittelgroße Quarz- und Feldspateinsprenglinge enthält und Biotit und z. T. Pyroxen führt. Der Felsen ist das Ergebnis der Verwitterung, wobei besonders harte Partien als Härtling herauspräpariert wurden. | Zella-Mehlis            | Lage |

### Glaziale und periglaziale Abtragungs- und Ablagerungsformen
| ID       | Bild | Bezeichnung                                                  | Art                    | Stratigraphie | Beschreibung | Gemeinde         | Lage |
| -------- | ---- | ------------------------------------------------------------ | ---------------------- | ------------- | --- | ---------------- | ---- |
| WAK_1248 |      | Auflässige Kiesgrube am Dänischen Berg südlich von Barchfeld | Schotter, Kiese, Sande | Quartär       | Aufschluss im Oberterrassenschotter der Werra, einer alten Kies- und Sandgrube. Die Werraschotter bestehen aus Thüringer Wald-Gesteinen und bilden interessant geschichtete Strukturen. Darüber liegt nur eine geringmächtige Deckschicht. Zwischen den stark gerundeten Schottern liegt gelber Sand. Vom Hangenden zum Liegenden ist eine Schichtung von relativ groben Kiesen über Kiese mittlerer Größe bis hin zu sehr feinen Kiessanden zu erkennen. Die Färbung wechselt von hellgelblich/weißlich bis zu ocker. An dieser Abbauwand befindet sich auch ein kleiner Buntsandsteinaufschluss der Bernburgfolge (Unterer Buntsandstein). Dünne steilgestellte Sandsteinschichten treten auf, die dann von Kiesen überlagert werden. In dem Aufschlußgelände befinden sich kleinere Tümpel, die sich bereits zu interessanten Biotopen entwickelt haben. | Breitungen/Werra | Lage |

### Lösungsbedingte Abtragungs- und Ablagerungsformen
| ID       | Bild           | Bezeichnung                                       | Art            | Stratigraphie | Beschreibung | Gemeinde                     | Lage |
| -------- | -------------- | ------------------------------------------------- | -------------- | ------------- | --- | ---------------------------- | ---- |
| WAK_1309 |                | Süßwasserkalkbildungen im Sommertal bei Fischbach | Süßwasserkalke |               | Aus Muschelkalkabsturzmassen gelöste Kalke scheiden sich hinter den Quellen als Sinter ab. Süßwasserkalk-Vorkommen sind besonders im Feldatal u. seinen Nebentälern verbreitet. Das Vorkommen im Sommertal ist besonders erwähnenswert. Eine große, abgerutschte Muschelkalkmasse im hinteren Tal wird durch Niederschlagswasser wegen der Klüftigkeit des Gesteins leicht durchwandert. Dabei nimmt das Wasser genug Kalk auf und kann ihn bei Quellaustritt wieder abgeben. Dabei werden Pflanzenreste, Schneckenschalen usw. verkrustet, es tritt eine Travertinbildung ein. Die Quellaustritte sind im hinteren Sommertal sehr schön-mit anfänglichen Terrassenbildungen zu beobachten. Moose usw. werden mit Kalk überzogen. Etwas tiefer-nahe der Gaststätte-sind schon Felsbildungen aus diesem Travertin entstanden, und der Bach fließt über kleine Sinterterrassen ab. Dieses Vorkommen ist als Lehrbeispiel bestens geeignet. | Kaltennordheim               | Lage |
| SM_1068  |                | Armlöcher                                         |                |               | Das Geologische Naturdenkmal „Armlöcher“ befindet sich südlich von Utendorf an der Einmündung des Schärflein- bzw. Dolmar-Grabens in den Berlesgrund am NW-Hang des Johannisberges. Es handelt sich um eine periodisch schüttende Karstquelle mit einem Wasserkessel. Sie entspringt im Bereich der Oolithbankzone der Wellenkalk-Folge des Unteren Muschelkalks. Der Kessel ist vor allem bei Starkniederschlägen und Schneeschmelze mit Wasser gefüllt, welches über ein Abflussgerinne zum Vorfluter im Berlesgrund gelangt. In niederschlagsarmen Zeiten fällt der Wasserkessel völlig trocken, weshalb die Armlöcher auch als „Hungerquellen“ beschrieben werden. | Meiningen                    | Lage |
| SM_1054  |                | Helbaer Löcher                                    |                |               | Im Stadtgebiet von Meiningen erstreckt sich ein Bergrutsch unbekannten Alters am Nordhang der Helba auf einer Länge von 400 m. Der hier anstehende Wellenkalk des Unteren Muschelkalks wird regionalgeologisch der Meininger Mulde zugeordnet. Durch Rutschungsvorgänge kam es zum Abgleiten von Muschelkalkblöcken auf dem unterlagernden Röt und zur Bildung einer Abrisskante, die an mehreren Stellen aufgeschlossen ist. Die abgerutschten Blöcke liegen bis ca. 40 m südlich der Abrisswand, sind unregelmäßig verstellt und in sich geklüftet. Zwischen der Abrisswand und den abgerutschten Blöcken erstreckt sich eine senkenartige Vertiefung, die sog. „Diebeskrippe“. Es sind alle typischen Elemente eines Bergsturzes erkennbar. Offene höhlenartige Klüfte sollen früher vorhanden gewesen sein, heute sind diese offenbar verbrochen oder verfüllt.                                                                      | Meiningen                    | Lage |
| SM_1060  | weitere Bilder | Träbeser Loch                                     |                |               | Bei dem „Träbeser Loch“, das ca. 0,5 km nordöstlich des Ortes Träbes liegt, handelt es sich um einen Erdfall. In diesem Gebiet verläuft der NE-SW streichende Geba-Sattel auf der Heldburger Scholle, die Teil der Südthüringischen-Fränkischen Scholle ist. Der Erdfall entstand durch die Auslaugung des Röt- oder auch Zechsteinsalinars und dem darauffolgenden Einbrechenden des überlagernden Unteren Muschelkalks. | Meiningen                    | Lage |
| SM_1076  |                | Erdfall bei Seeba                                 |                |               | Am östlichen Ortsrand von Seeba unter dem angestauten See befindlich, handelt es sich beim betrachteten Geotop um eine wassererfüllte Erdfallsenke im Oberen Buntsandstein (Röt). Diese entstand durch Auslaugung der Salinarbestandteile des Röt (Steinsalz, Gips). In die so entstandenen Hohlräume brachen die darüber liegenden Schichten ein. | Rhönblick                    | Lage |
| SM_1085  |                | Roßdorfer Kutte                                   |                |               | Die „Roßdorfer Kutte“ liegt ca. 400 m nordwestlich von Roßdorf, nahe des Rosatal-Radweges Richtung Bernshausen. Es handelt sich um einen wassergefüllten Erdfall, der sich in den Schichten des Mittleren Buntsandsteins (Solling-Folge) bildete. Südwestlich der „Roßdorfer Kutte“ verläuft die herzynisch streichende Urnshäuser Störungszone, die den Mittleren Buntsandstein gegen den Unteren Muschelkalk verwirft. Durch die Auslaugung des unterlagernden Zechsteinsalinars, welche durch die Wasserzirkulation an der Störungsbahn begünstigt wird, kam es zum Einbrechen der darüber liegenden Schichten. Der Erdfall der „Roßdorfer Kutte“ besitzt eine Wasserfläche von ca. 0,75 ha. Eine nördlich gelegene Quelle entwässert in den See und ist von einer grottenartigen Mauerung umgeben. | Roßdorf                      | Lage |
| SM_1621  |                | Seegrube                                          |                |               | Die 600 m nördlich von Roßdorf liegende Roßdorfer Kutte (ca. 120 m Durchmesser) gehört zu den großen Erdfallseen Südthüringens. Sie entstand durch Lösung der Salinarbestandteile des unterlagernden Zechsteins (Salze, Gips), dabei entstanden Hohlräume, über denen das Deckgebirge nachsackte. Die an der Erdoberfläche einbrechende Senke ist heute teilweise mit Wasser gefüllt. Ähnliche Erdfallseen sind z. B. die 2 km nordwestlich liegende Bernshäuser Kutte und der Burgsee in Bad Salzungen. | Roßdorf                      | Lage |
| SM_1092  |                | Kalklöcher bei Viernau                            |                |               | In den ehemaligen Kalksteinbrüchen, die ca. 0,4 km südlich von Viernau am Deutscher Röderberg liegen, befindet sich das Flächennaturdenkmal (FND) „Kalklöcher bei Viernau“. Aus geologischer Sicht gehört das Gebiet zur Salzungen-Schleusinger Scholle, die ihrerseits Teil der Südthüringisch-Fränkischen Scholle ist. Das FND liegt im Bereich der NW-SE-streichenden Viernauer-Störungszone, an der die Ablagerungen des Buntsandsteins zu finden sind. Aufgrund von tektonischen Bewegungen sind hier der (jüngere) gegen die Gesteine des (älteren) Zechstein verworfen. In den ehemaligen Steinbrüchen wurde der Plattendolomit des Zechstein abgebaut, der nach NW einfällt und an beiden Seiten von Buntsandstein begrenzt wird. Da die Steinbrüche völlig verwachsen sind, ist kein geologischer Aufschluss mehr vorhanden. | Steinbach-Hallenberg, Kurort | Lage |

### Verwitterungsformen
| ID      | Bild           | Bezeichnung                                       | Art | Stratigraphie | Beschreibung | Gemeinde                     | Lage |
| ------- | -------------- | ------------------------------------------------- | --- | ------------- | --- | ---------------------------- | ---- |
| SM_1033 |                | Beerbergstein                                     | Rhyolith | Perm          | Bei dem „Beerbergstein“ handelt es sich um eine Felsklippe, die sich ca. 1,2 km nördlich von Brotterode bzw. westsüdwestlich des Großen Inselsberges befindet. Hier verläuft die Nordgrenze des Brotteröder Migmatitgebietes, das Bestandteil des Ruhlaer Kristallins ist und an der Inselsbergstörung endet. Die Klippe es „Beerbergstein“ besteht aus einem einsprenglingarmen, rhyolithischen Vulkanit, der der Ilmenau-Folge des Unterrotliegend zugeordnet wird. Dieser zeigt hier hydrothermale Kluftmineralisation, die vor allem in Form von Quarz auftritt. Die flache und langgestreckte Klippe weist eine halbkreisförmige Aushöhlung unklaren Ursprungsauf, die auf mittelalterlichen Bergbau zurückgehen kann. | Brotterode-Trusetal          | Lage |
| SM_1051 |                | Fuchsstein bei Kleinschmalkalden                  | |               | Der „Fuchsstein“ liegt ca. 500 m westsüdwestlich von Kleinschmalkalden nahe dem Verbindungsweg nach Trusetal. Er ist Teil eines zweifach gemischten Ganges, der im Rotliegend die Zweiglimmergneise der kambrischen Hohleborn-Formation der Trusetal-Gruppe (Ruhlaer Kristallin) durchschlug. Der Gang besteht im Zentrum aus Granitporphyr, an den Rändern aus Kersantit. Er streicht E-W und fällt etwa seiger, d. h. senkrecht ein. Gemischte Gängen stellen eine petrographische Besonderheit dar und treten im Gebiet KleinSchmalkalden-Trusetal vermehrt auf. In ihrem Zentrum befindet sich immer das kieselsäurereichere Gestein. Der „Fuchsstein“ ist ca. 45 m lang, 15 m breit und ca. 15 m mächtig und besteht überwiegend aus Granitporphyr. Dieser ist rötlich und zeigt unregelmäßige Einsprenglinge von Quarz und Feldspat in einer dichten Grundmasse. Der Kersantit hingegen ist graugrün bis schwarz gefärbt und mittel- bis feinkörnig ausgebildet. | Brotterode-Trusetal          | Lage |
| SM_1066 |                | Klippen am Weinberg                               | |               | Über den etwa 1,5 km östlich von Trusetal gelegenen Weinberg verlaufen die Granitporphyrklippen in Ost-Westrichtung. Diese werden regionalgeologisch dem Ruhlaer Kristallin als Teil der Mitteldeutschen Kristallinzone zugeordnet. Die Klippen sind Teil eines Granitporphyr-Gesteinsganges, der zur Zeit des Rotliegend in die kambrischen Zweiglimmer-Gneise der Hohleborn-Formation eindrang. Der Klippenzug erstreckt sich über ca. 400 m mit Höhen bis zu 8 m. Im rötlichen Gestein sind gelbliche bis rötliche, unregelmäßige Einsprenglinge enthalten. Die durch Verwitterung entstandenen Klippen ragen eindrucksvoll heraus und dienen somit gut als Anschauungsobjekt für geologische Exkursionen. | Brotterode-Trusetal          | Lage |
| SM_1032 |                | Mommelstein                                       | Biotitgneis | Kambrium      | 2,5 km südlich Brotterode liegt am Südwest-Abhang des Seimberges der Mommelstein. Er besteht aus Biotit- und Zweiglimmer-Gneisen der Trusetal-Gruppe des Ruhlaer Kristallins, die hier weiträumig zusammen mit Quarziten und Amphiboliten ausstreicht. Das Ruhlaer Kristallin ist ein Teil der Mitteldeutschen Kristallinzone, die als ein 25 bis 80 km breiter, aus Metamorphiten und Plutoniten bestehender Krustenstreifen quer durch Mitteleuropa von Frankreich bis Polen verfolgbar ist. In geodynamischen Modellen des variszischen Gebirges hat die Mitteldeutsche Kristallinzone eine hervorragende Stellung. Sie wird als aktiver Plattenrand interpretiert, unter dem im Silur und Unterdevon ein mehrere tausend Kilometer breiter Ozean, der Rheic, subduziert worden sein soll. | Brotterode-Trusetal          | Lage |
| SM_1042 |                | Wanderstein bei Brotterode                        | |               | Der „Wanderstein“ liegt am Nordosthang des Laudenberges zwischen Brotterode und Trusetal, im Verbreitungsgebiet des Ruhlaer Kristallins (hier Trusetaler-Gruppe). Der Geotop ist Teil des sog. Wandersteinganges, der sich südwestlich von Brotterode zu beiden Seiten des Trusetales auf einer Strecke von ca. 2 km erstreckt. Die kambrischen bis präkambrischen Gesteine der Trusetaler-Gruppe wurden während des Rotliegend von diesem Gesteinsgang durchschlagen. Am „Wanderstein“ besitzt der Gang eine Mächtigkeit von ca. 4 m, fällt senkrecht nach Nordosten ein und streicht herzynisch (NW-SE). Das anstehende Gestein besteht aus einem rötlich- bis gelblichbraunen oder bläulichgrauen Granitporphyr, der eine dichte Matrix mit unregelmäßigen Einsprenglingen besitzt. Eine Besonderheit stellen kugelige, radialstrahlige Kristalle aus Feldspat und Quarz dar, die am Rand des Ganges auftreten, eine dunkelbraune bis graue Färbung aufweisen und 2–5 mm groß sind. | Brotterode-Trusetal          | Lage |
| SM_1105 |                | Wichtelsteine bei Dillstädt                       | |               | Die „Wichtelsteine bei Dillstädt“ sind an der L 1140 nach Wichtshausen am nordöstlichen Ortsrand von Dillstädt zu finden. Es handelt sich um einen Steilhang, der von den Gesteinen des Unteren Muschelkalks, speziell vom Oberen Wellenkalk aufgebaut wird. Dieser lagert hier nahezu horizontal, während er sich wenige Meter in nordöstlicher Richtung flexurartig aufrichtet. Die Aufrichtungszone liegt in der Verlängerung der Südwestrandstörung des Kleinen Thüringer Waldes. In den Wichtelsteinen sind 6 Höhlen zu finden, die Wichtellöcher genannt werden. | Dillstädt                    | Lage |
| SM_1106 |                | Brückenfelsen bei Struth-Helmershof               | |               | Die Brückenfelsen befinden sich etwa 1,5 km nordöstlich des Ortes Struth-Helmersdorf am Südufer des Flohbaches. Hier steht der Höhnberg-Dolerit an, ein überwiegend graugrünes, fein- bis grobkörniges Intrusivgestein (Plutonit), das quaderförmig, säulig oder plattig ausgebildet ist. Petrographisch handelt es sich um einen Olivin-führenden Dolerit. Der Höhnberg-Dolerit intrudierte im Grenzbereich zwischen Oberhofer und Rotteroder Folge, deren Sedimente während des Rotliegend in der Rotteroder Mulde abgelagert wurden. Dieser NNE-SSW streichende Lagergang erstreckt sich über eine Länge von mehr als 10 km, besitzt eine Ausstrichbreite von bis zu 2 km sowie eine Mächtigkeit von 350 m. | Floh-Seligenthal             | Lage |
| SM_1025 |                | Haderholzstein                                    | Rhyolith mit wechselndem Anteil kleiner Einsprenglinge | Perm          | Bei dem „Haderholzstein“ handelt es sich um eine Rhyolithklippe, die am Nordwesthang des Haderholzgrundes ca. 1,5 km nordöstlich von Floh-Seligenthal liegt. Er ist namensgebend für den sog. Haderholzporphyr. Dieser bis zu 200 m mächtige Rhyolithkörper trennt hier die Unteren und Oberen Tuffe im unteren Profilabschnitt der Ilmenau-Formation (Unterrotliegend). Der Vulkanit enthält Einsprenglinge aus Plagioklas, Orthoklas und Quarz und ist granatführend | Floh-Seligenthal             | Lage |
| SM_1107 |                | Ickersbach und Ickersfelsen bei Kleinschmalkalden | |               | Das FND „Ickersbach und Ickersfelsen“ liegt ca. 2 km nordöstlich von KleinSchmalkalden. Der Ickersbach ist ein Nebenbach des Kalten Wassers. Regionalgeologisch betrachtet befindet sich das FND in der Oberhofer Mulde des Thüringer Waldes. Die Gesteine, aus denen die Ickersfelsen bestehen, werden dem Typ des Haderholzporphyrs der Gehrener Schichten (Unterrotliegend) zugeordnet. Dieser Rhyolith (Quarzporphyr) ist hellbraun bis rosarot gefärbt, aufgrund des hohen Kieselsäureanteils äußerst fest, besitzt eine dichte Grundmasse, die selten kleine Einsprenglinge von Quarz und Orthoklas zeigt. Durch die Erosion von weicheren Gesteinsschichten wurden die Klippen der Ickerfelsen herausgebildet. Es handelt sich um fünf größere und zahlreiche kleinere Felsgebilde, die sich auf eine Länge von 700 m erstrecken. | Floh-Seligenthal             | Lage |
| SM_1024 | weitere Bilder | Mittlerer Höhenberg                               | Dolerit | Perm          | Der „Mittlere Höhenberg“ befindet sich ca. 3 km nordöstlich von Floh-Seligenthal und ist gut über öffentlich nutzbare Waldwege erreichbar. Der Standort besteht aus einem auflässigen und z. T. wassergefüllten Steinbruch am Südhang und einem Blockschuttfeld auf der Top- und Westhanglage des Mittleren Höhenberges. Er ist namensgebend für den sog. Höhenbergdolerit (auch Höhnbergdolerit oder Hühnbergstein), dem größten basisch bis intermediärem Intrusivkörper des Rotliegend im Thüringer Wald. Dieser ca. 350 m mächtige Gang quert den Thüringer Wald in N-S-Richtung fast vollständig. Das z. T. kontaktmetamorph veränderte Nebengestein des Intrusivkörpers gehört vorwiegend zur Oberhof-Formation des Rotliegend. Petrographisch handelt es sich beim Höhenbergdolerit um basische bis intermediäre Ganggesteine (Mikro-Diorite bis Mikro-Quarz-Monzodiorite). Diese werden zur Zeit in großen Steinbrüchen im Spittergrund und im Nesselgrund abgebaut und im gebrochenen Zustand vorwiegend im Straßenbau eingesetzt. | Floh-Seligenthal             | Lage |
| SM_1050 |                | Basaltfelsen am Steinhauck                        | |               | Zwischen den Ortschaften Friedelshausen und Kaltenlengsfeld befinden sich am oberen Osthang des Steinkopfes die „Basaltfelsen am Steinhauck“. Es handelt sich um Basaltklippen aus Nephelinbasalt, die während des Tertiärs im Zuge des Rhönvulkanismus entstanden. Da Basaltsäulen immer senkrecht zur Abkühlungsfläche entstehen, kann bei den nahezu senkrechten Säulen am Steinkopf auf einen Deckenrest geschlossen werden. Neben den Basaltklippen treten sog. Blockmeere auf. Diese entstanden aufgrund von physikalischer Verwitterung vor allem während der Kaltzeiten des Pleistozäns. | Friedelshausen               | Lage |
| SM_1071 |                | Chirotheriensandstein am Kirchberg                | |               | Am Kirchberg in Walldorf ist der Chirotheriensandstein der Solling-Folge (Mittlerer Buntsandstein) aufgeschlossen. Der auf einer Länge von ca. 60 m und einer Höhe von ca. 5 m sichtbare helle Sandstein ist dickbankig bis massig und feinkörnig ausgebildet. Außerdem zeichnet er sich durch eine gute Sortierung und eine angedeutete Schrägschichtung aus. Das Fehlen von Tonsteinlagen, Deformationsgefügen und die gute Sortierung weisen auf fluviatile, möglicherweise auch Strand- oder äolische Ablagerungsbedingungen hin. Gemeinsam mit einem weiteren Aufschluss am Kirchberg, in dem das Äquivalent der Tonigen Zwischenschichten sowie der Solling-Sandstein anstehen, kann ein vollständiges Profil der Solling-Folge von ca. 8 m Mächtigkeit gezeigt werden. Die Entstehung der Felswand ist auf die Erosion zurückzuführen. | Meiningen                    | Lage |
| SM_1070 |                | Eschbergloch                                      | |               | Das „Eschbergloch“ am Südwesthang des Eschberges liegt ca. 800 m nordöstlich von Walldorf. Das geologische Naturdenkmal befindet sich in den Gesteinen der Wellenkalkfolge (Unterer Muschelkalk), die sich hier aus flasrigen, knaurigen und plattigen Mergelkalken zusammensetzt. Bei dem Eschbergloch handelt es sich um eine Abrisskluft, die parallel zum Werratal verläuft. Sie ist ein Anzeichen für einen möglichen Bergrutsch oder das Abrutschen von Teilschollen. Dazu kommt es, wenn Niederschlagswässer in die zerklüfteten Gesteine des Unteren Muschelkalks dringen und bis auf die Schichten des unterlagernden Röt (Oberer Buntsandstein) gelangen. Diese wirken unter Feuchtigkeitseinfluss als Gleitbahn, wobei bereits ein geringes Einfallen des Muschelkalkes ausreicht, um ein Zerreißen und Abrutschen hervorzurufen. Die Kluft des Eschbergloches ist im oberen Bereich auf ca. 5 m Länge und 4 m Breite trichterförmig aufgeweitet. Bei einer Tiefe von 3,5 m ist diese nach unten durch nachgebrochenes Material verfüllt.                                                                                             | Meiningen                    | Lage |
| SM_1100 |                | Räuberstein bei Oberhof                           | |               | Der Felsen des „Räuberstein“ liegt ca. 1,5 km nordwestlich von Oberhof am Osthang des Silbergrabens. Er wird der Oberhofer Mulde des Thüringer Waldes zugeordnet, die u. a. mit den Sedimenten und Vulkaniten der Oberhof-Formation (Unterrotliegend) gefüllt ist. Die Vulkanite der Oberhof-Formation bestehen aus den Älteren und Jüngeren Oberhofer Quarzporphyren. Der „Räuberstein“ kann den Älteren Oberhofer Quarzporphyren zugeordnet werden und stellt nach ENDERLEIN (1972) den ersten Erguss der Silberbergserie dar. Es handelt sich um einen Quarzporphyr (Rhyolith) mit mittelgroßen Quarz- und Feldspateinsprenglingen, der Biotit und z. T. Pyroxen führt. Durch Seiten- und Tiefenerosion der Wässer des Silbergrabens wurde der „Räuberstein“ aus den verwitterungsanfälligeren Gesteinen herausmodelliert. | Oberhof                      | Lage |
| SM_1023 |                | Breitensteine                                     | Rhyolith | Perm          | Als Breitensteine wird eine NE-SW verlaufende Klippenreihe aus Hachelsteinporphyr an der rechten Flanke des Asbachtales ca. 300 m nördlich des Hachelsteins bezeichnet. Sie wird von umfangreichen Blockschutten und Schuttfächern begleitet. Der Rhyolithkörper aus plattig absonderndem Material ist in die Rotsedimente der Rotteröder Schichten eingeschaltet. Als möglicher Aufstiegsweg für das saure magmatische Material wird (analog zum Hachelstein) die 300 bis 500 m südwestlich verlaufende Floh-Asbach Störung, das südlichste Teilelement des Westthüringer Quersprungs angesehen. | Schmalkalden, Kurort         | Lage |
| SM_1022 |                | Hachelstein                                       | Rhyolith | Perm          | Bei dem Hachelstein handelt es sich um eine markante Rhyolithklippe, die sich unmittelbar östlich des Sportplatzes von Asbach befindet. Die Lokalität ist namensgebend für den sog. Hachelsteinporphyr, der in Form mehrerer mächtiger Rhyolithkörper in die Rotliegendsedimente der Rotteröder Mulde eingeschaltet ist. Es handelt sich um einen ausgesprochen plattig absondernden Felsit mit seltenem und feinkörnigem Einsprenglingbestand. Der Hachelstein befindet sich ca. 200 m nordwestlich der Floh-Asbacher-Störung, dem südlichsten Element des Westthüringer Quersprungs, einem wichtigen Strukturelement des Thüringer Waldes. Auf Grund seiner geographisch- geomorphologischen Position an der Öffnung des Asbachtales im SW-Randbereich des Thüringer-Wald-Horstes stellt der Hachelstein ein markantes und landschaftsgestaltendes Element dar. | Schmalkalden, Kurort         | Lage |
| SM_1090 |                | Stiller Stein bei Mittelstille                    | |               | Das FND „Stiller Stein“ befindet sich ca. 2 km ostnordöstlich von Mittelstille, einem Ortsteil der Stadt Schmalkalden. Es gehört zum Gebiet des Thüringer Waldes und liegt in der Asbach-Rotteroder Mulde, die Teil der Oberhofer Mulde ist. Zur Zeit des Unterrotliegend wurden dort die Sedimente und Vulkanite der Rotterode-Formation abgelagert. Der jüngste dieser Vulkanite ist der sog. Stillersteinporphyr, aus dem das FND besteht. Bei dem Gestein handelt es sich um einen Quarzporphyr (Rhyolith), der frisch angeschlagen eine ziegel- bis dunkelviolettrote Farbe besitzt und in seiner dichten Grundmasse kleine Einsprenglinge von Quarz, Feldspat und Glimmer führt. In der Nähe des Gipfels vom „Stiller Stein“ tritt der Porphyr felsbildend auf, während weiter unterhalb zwei Blockhalden liegen. Diese sind das Ergebnis intensiver Verwitterung. | Schmalkalden, Kurort         | Lage |
| SM_1098 |                | Finkenstein bei Oberschönau                       | |               | Das Felsmassiv „Finkenstein“ liegt ca. 1,5 km südöstlich von Oberschönau im Tal der Hasel (Kanzlersgrund) unmittelbar an der Einmündung des Hinteren Finsterbaches. Regionalgelogisch betrachtet gehört dieses Flächennaturdenkmal zum Thüringer Wald und befindet sich in der Oberhofer-Mulde, die u. a. mit Vulkaniten und Sedimenten des Unterrotliegend (Oberhof-Formation) gefüllt ist. Die Vulkanite werden in die Jüngeren und Älteren Oberhofer Quarzporphyre unterteilt. Am „Finkenstein“ tritt der Jägerhausporphyr, der zu den Älteren Quarzporphyren gehört, felsbildend auf. Es handelt sich um einen Quarzporphyr, der mittelgroße Einsprenglinge von Quarz und Feldspat enthält und Biotit und z. T. Pyroxen führend ist. Die Grundmasse ist braunrot, dicht und hornsteinähnlich ausgebildet. Durch die Erosion der Hasel und des Hinteren Finsterbaches wurden die besonders festen Partien des Quarzporphyrs herausmodelliert. Der „Finkenstein“ zeigt sich heute als Felsmassiv, das durch zwei steil in NE-SW-Richtung einfallende Einschnitte in drei Teile gegliedert wird.                                                | Steinbach-Hallenberg, Kurort | Lage |
| SM_1096 |                | Hoher Stein bei Oberschönau                       | |               | Die Felsengruppe „Hoher Stein“ befindet sich ca. 2,5 km südöstlich von Oberschönau am Nordhang des Kanzlergrundes (Haseltal) und besteht aus drei großen und mehreren kleinen Einzelfelsen. Regionalgeologisch betrachtet erstreckt hier die Oberhofer Mulde des Thüringer Waldes. In der Zeit des Unterrotliegend lagerten sich dort die Sedimente und Vulkanite (Jüngere und Ältere Oberhofer Rhyolithe (Quarzporphyr)) der Oberhof-Formation ab. Die Felsengruppe „Hoher Stein“ besteht aus dem Jägerhausporphyr, der den Älteren Oberhofer Rhyolithen zugeordnet wird. Es handelt sich um einen dichten, braunroten, hornsteinähnlichen Quarzporphyr mit mittelgroßen Quarz- und Feldspateinsprenglingen, der Biotit und z. T. Pyroxen führt. Die Bildung des „Hohen Stein“ ist das Ergebnis von Verwitterung, wodurch besonders harte Gesteinspartien als Härtlinge herauspräpariert wurden. | Steinbach-Hallenberg, Kurort | Lage |
| SM_1097 |                | Kleiner Falkenstein bei Oberschönau               | |               | An der L 1128 zwischen Oberschönau und Oberhof befindet sich der Felsen des „Kleinen Falkenstein“ am NW-Hang des Falkengrabens bzw. an der SE-Seite des Jägerhaus-Berges. Geologisch gehört der Geotop zur Oberhofer Mulde, in der zur Zeit des Unterrotliegend die Gesteine derOberhof-Formation abgelagert wurde. Dabei handelt es sich um Sedimente und Vulkanite, wobei letztere in die Jüngeren und Älteren Oberhofer Rhyolithe (Quarzporphyre) unterteilt werden. Das Gestein, aus dem der „Kleine Falkenstein“ besteht, ist der Jägerhausporphyr, der zu den Älteren Oberhofer Rhyolithen zählt. Es handelt sich um einen dichten, braunroten, hornsteinähnlichen Quarzporphyr, der mittelgroße Quarz- und Feldspateinsprenglinge enthält und Biotit und z. T. Pyroxen führt. Der Felsen des „Kleinen Falkenstein“ ist das Ergebnis der Verwitterung, wobei besonders harte Partien als Härtling herauspräpariert wurden. | Steinbach-Hallenberg, Kurort | Lage |
| SM_1093 |                | Moosburg bei Rotterode                            | |               | Die „Moosburg“ liegt ca. 1 km nordöstlich von Rotterode am östlichen Hang des Moosbach-Tals. In diesem Bereich des Thüringer Waldes war zur Zeit des Rotliegend die Asbach-Rotteroder Mulde als Teil der Oberhofer Mulde ausgebildet. Innerhalb der Mulde lagerten sich die Sedimente und Vulkanite der Rotterode-Folge ab. Die „Moosburg“ besteht aus dem Kombergporphyr, der Teil der Rotterode-Folge ist. Am Fuß des Felsens treten höhlen- oder kellerartige Vertiefungen auf, deren Entstehung nicht genau bestimmt werden kann. | Steinbach-Hallenberg, Kurort | Lage |
| SM_1091 |                | Bächertalfelsen südlich vom Bahnhof Oberhof       | |               | Bei den „Bächertalfelsen“ handelt es sich um ein Felsmassiv vulkanischen Ursprungs, etwa 700 m südwestlich vom Bahnhof Oberhof und ca. 400 südöstlich der Mündung des Bächerbaches in den Ludenbach gelegen. Regionalgeologisch der Oberhofer Mulde zugehörig stehen hier die Vulkanite (Ältere und Jüngere Quarzporphyre) und Sedimente der Oberhof-Formation des Unterrotliegend an. Die Bächertalfelsen selbst bestehen aus Älterem Quarzporphyr vom Typ Buntschildskopfporphyr, der meist mittelgroße Quarzeinsprenglinge zeigt. Das Felsmassiv ist das Ergebnis von Erosion der an den Flanken der Bächertalfelsen verlaufenden Bäche (Bächerbach und Lubenbach), wobei die verwitterungsbeständigen Teile des Porphyrs zu den heute sichtbaren Felsen herausmodelliert wurden. | Zella-Mehlis                 | Lage |
| SM_1086 |                | Lipsestein bei Zella-Mehlis                       | |               | Der Felsen des „Lipsestein“ befindet sich ca. 500 m nordwestlich von Mehlis, am Südosthang des Braukopfes innerhalb des Thüringer Waldes. Er liegt innerhalb der Oberhofer Mulde des Unterrotliegend, in der die Vulkaniten (Ältere und Jüngere Quarzporphyre) und Sedimenten der Oberhof-Formation abgelagert wurden. Der „Lipsestein“ besteht aus dem sog. Jägerhausporphyr, der den Älteren Oberhöfer Quarzporphyren zugeordnet wird. Bei dem Gestein handelt es sich um einen rotbraunen Quarzporphyr (Rhyolith) mit mittelgroßen Quarz- und Feldspateinsprenglingen, der Biotit und z. T. Pyroxen führt. Die Einsprenglinge liegen in einer braunroten, dichten, hornsteinähnlichen Grundmasse. Der Felsen des Lipsesteins ist das Ergebnis von Verwitterung, wobei die verwitterungsbeständigen Partien als Härtling herauspräpariert wurden. Dabei ist vor allem die Südwestseite des Felsens mit ca. 30 m Länge und bis zu 8 m Höhe am markantesten ausgebildet. An der Nordostseite sind außerdem 3 Einzelfelsen mit Höhen bis zu 5 m zu finden. Zwischen dem Hauptfelsen und den Einzelfelsen erstreckt sich eine Gesteinsschutthalde. | Zella-Mehlis                 | Lage |
| SM_1095 |                | Reisinger Stein bei Benshausen                    | Porphyrit (dunkles, schwarz- oder grünlichgraues, auch rotbraunes bis graubraunes Gestein mit porphyrischer Struktur; dichte bis feinkristalline Grundmasse mit Einsprenglingen von Plagioklasen, chloritsiertem Augit, zersetztem Olivin und Biotit) | Rotliegend    | Das Flächennaturdenkmal „Reisinger Stein“ liegt am südwestlichen Ortsausgang von Zella-Mehlis bzw. ca. 2 km nordöstlich von Benshausen am Nordwesthang des Lichtenau-Tales. Hier stehen die Vulkanite und Sedimente der Gehren-Gruppe an, die während des Unterrotliegend (Perm) abgelagert wurden. Am „Reisinger Stein“ tritt Porphyrit auf, der eine schwarz- bis grünlichgraue und rot- bis graubraune Farbe besitzt. In der dichten bis feinkristallinen Matrix treten Einsprenglinge von Plagioklas, chloritisiertem Augit, Olivin und Biotit auf. Durch Auswitterung erhält das Gestein teilweise ein löchriges und poriges Aussehen. Die Felsen des „Reisinger Stein“ wurden hauptsächlich durch die Erosion der Lichtenau geformt. | Zella-Mehlis                 | Lage |

### Seen und Moorbildungen
| ID      | Bild | Bezeichnung                      | Art | Stratigraphie | Beschreibung | Gemeinde                     | Lage |
| ------- | ---- | -------------------------------- | --- | ------------- | --- | ---------------------------- | ---- |
| SM_1045 |      | Kost auf dem Ellenbogen          |     |               | Bei der „Kost auf dem Ellenbogen“ handelt es sich um eine Quellmulde, die an der L 1123 zwischen Reichenhausen und Frankenheim liegt und der Hohen Rhön zugeordnet wird. Im Bereich des Geotops grenzen basaltische Ablagerungen an Unteren Muschelkalk. Diese Grenzfläche bedingt offensichtlich den Quellaustritt. In dem feuchten Wiesengebiet gibt es keinen geologischen Aufschluss. | Erbenhausen                  | Lage |
| SM_1047 |      | Naturdenkmal Tiefer Seeb         |     |               | Etwa 500 m südwestlich von Helmershausen befindet sich das Naturdenkmal „Tiefer Seeb“, bei dem es sich um ein ehemaliges Feuchtwiesenmoor handelt. Als „Tiefer Seeb“ werden in der Vorderrhön moorige Stellen bezeichnet. Dieser liegt im Verbreitungsgebiet des Mittleren und Oberen Buntsandsteins, ebenso sind quartäre Ablagerungen zu finden. Das der Chirotheriensandstein (Mittleren Buntsandstein) als Wasserstauer die Moorbildung begünstigt, ist vom Stedtlinger Moor und vom Petersee bekannt. Der „Tiefe Seeb“ wurde offenbar mit der Anlage eines Angelgewässers beseitigt. | Rhönblick                    | Lage |
| SM_705  |      | Petersee bei Stedtlingen         |     |               | Der Petersee liegt ca. 2 km westlich von Stedtlingen, ca. 0,3 km südlich der Verbindungsstraße Stedtlingen-Schmerbach. Es handelt sich um ein Hochmoor, das sich im Bereich der Heldburger Scholle befindet. Im Untergrund steht der Chirotheriensandstein der Solling-Folge (Mittlerer Buntsandstein) an, der zu lockerem Sand verwittert. Durch tonige Zwischenlagen und das ausgewitterte kaolinige (tonige) Bindemittel wird der Abfluss des Wassers verhindert, was zur Bildung des Hochmoores führte. | Rhönblick                    | Lage |
| SM_704  |      | Stedtlinger Moor bei Stedtlingen |     |               | Das Stedtlinger Moor befindet sich ca. 1 km westlich von Sedtlingen und ist über einen Wanderweg zu erreichen. An der Oberfläche des Moores sind kleine Vegetationsinseln (Bülten) zu sehen, die von wassergefüllten Rinnen (Schlenken) umgeben sind. Geologisch betrachtet liegt das Moor im Gebiet der Heldburger Scholler. Hier steht im Untergrund der Chirotheriensandstein der Solling-Folge an. Dieser verwittert zu lockerem Sand, der früher als Reib- bzw. Scheuersand verwendet wurde. Das ausgewitterte kaolinige (tonige) Bindemittel und die tonigen Zwischenlagen versiegeln den Untergrund und verhindern so den Abfluss von Wasser in tiefere Schichten. | Rhönblick                    | Lage |
| SM_2023 |      | Schützenbergmoor                 |     |               | Das „Schützenbergmoor“ liegt auf der sehr flach geneigten Hochfläche an der Südwestflanke des Schützenberges etwa 2,5 km südwestlich von Oberhof. Auf einem Bohlenweg führt ein Moorlehrpfad durch das Moor hindurch. Unterhalb des Moores stehen Rhyolith-Tuffe und Rhyolithe (Quarzporphyre) der Oberhof-Formation des Unterrotliegend an. Diese Gesteine verwitterten zu einem lehmigen Gesteinsschutt, auf dem sich vernässte Böden (Bergsandlehm-Podsol, Berglehm-Staugley) entwickelten. Die hohen Niederschläge im Kammbereich des Thüringer Waldes in Kombination mit den undurchlässigen Böden sind die Voraussetzung für das Wachstum des Hochmoores mit seiner charakteristischen, an klimatische Extrembedingungen, niedrige pH-Werte und Nährstoffarmut angepassten Flora und Fauna. | Steinbach-Hallenberg, Kurort | Lage |
| SM_1101 |      | Sumpf bei Oberschönau            |     |               | Im Waldgebiet von Stangenholz liegt ca. 2 km südöstlich von Oberschönau das Hochmoor „Sumpf bei Oberschönau“. In diesem Bereich des Thüringer Waldes befindet sich die Oberhofer Mulde, die u. a. mit den Vulkaniten und Sedimenten der Oberhof-Formation (Unterrotliegend) gefüllt ist. Die Bildung des Hochmoors ist auf die starke Verwitterung des weit verbreiteten Porphyrs zurückzuführen. Bei der Verwitterung der im Gestein enthaltenen Feldspäte kommt es zur Bildung von Kaolinit, der tonige und wasserstauende Schichten ausbildet. Die hier ebenfalls häufig anstehenden Tuffe unterscheiden sich in ihrer Zusammensetzung kaum von den Porphyren und sind ebenfalls für die Hochmoorentstehung geeignet. Die Bildung erfolgte im Quartär.                                         | Steinbach-Hallenberg, Kurort | Lage |

### Magmatische Bildungen
| ID       | Bild           | Bezeichnung                                            | Art                                                           | Stratigraphie | Beschreibung | Gemeinde       | Lage |
| -------- | -------------- | ------------------------------------------------------ | ------------------------------------------------------------- | ------------- | --- | -------------- | ---- |
| SM_1046  |                | Gehauener Stein                                        |                                                               |               | Ca. 500 m südsüdwestlich von Schafhausen liegt der „Gehauene Stein“ innerhalb eines kleinen Wäldchens. Regionalgeologisch betrachtet befindet er sich innerhalb des Grabens von Oberkatz, der südwestlich des Geotops mit den Gesteinen des Mittleren Keupers (Gipskeuper) gefüllt ist. Diese Ablagerungen werden diskordant von einem tertiären Basalt (Nephelinbasanit) überlagert. Der heute sichtbare Härtling des Gehauenen Steins wurde aus den weicheren Keuperablagerungen durch Erosion herauspräpariert | Erbenhausen    | Lage |
| WAK_1307 | weitere Bilder | Aufschluss u. Blockfelder auf dem Umpfen bei Fischbach | Nephelinbasalt, prismatisch abgesondert, auch als Blockschutt |               | Ein großer Steinbruchbetrieb hat bedeutende Hangbereiche der basaltischen Kuppe freigelegt. Die obere Sohle des ehemaligen Basaltsteinbruches Umpfen ist zwar begehbar; jedoch wurde ein Maschendrahtzaun zur Verhinderung des Betretens der Steilwandbereiche installiert. Die Biosphärenreservatsleitung und UNB wollen damit Greifvogelnester in den Felswänden schützen. Dadurch wird auch jede Bestrebung zur Erhaltung der Beobachtungsmöglichkeit der Geologie des Objektes unterdrückt. Die unteren Bruchsohlen sind nicht sehr interessant, wurden sie doch weitgehend durch Blockschutt überdeckt. Hier blieb seit der Bruchauflassung der Metallschrott von dem Bruchbetrieb liegen. Ein noch naturbelassenes Blockfeld ist seitlich anzutreffen. Hier kann man tatsächlich im Mai noch Schneereste unter Basaltblöcken finden. Im unteren Bereich der Umpfenwestflanke wurde ein Naturlehrpfad angelegt. Wanderpfade werden aber auch weiter oben geduldet, sogar eine sog. Wanderhütte des örtlichen Vereins. | Kaltennordheim | Lage |